# تشارونداس

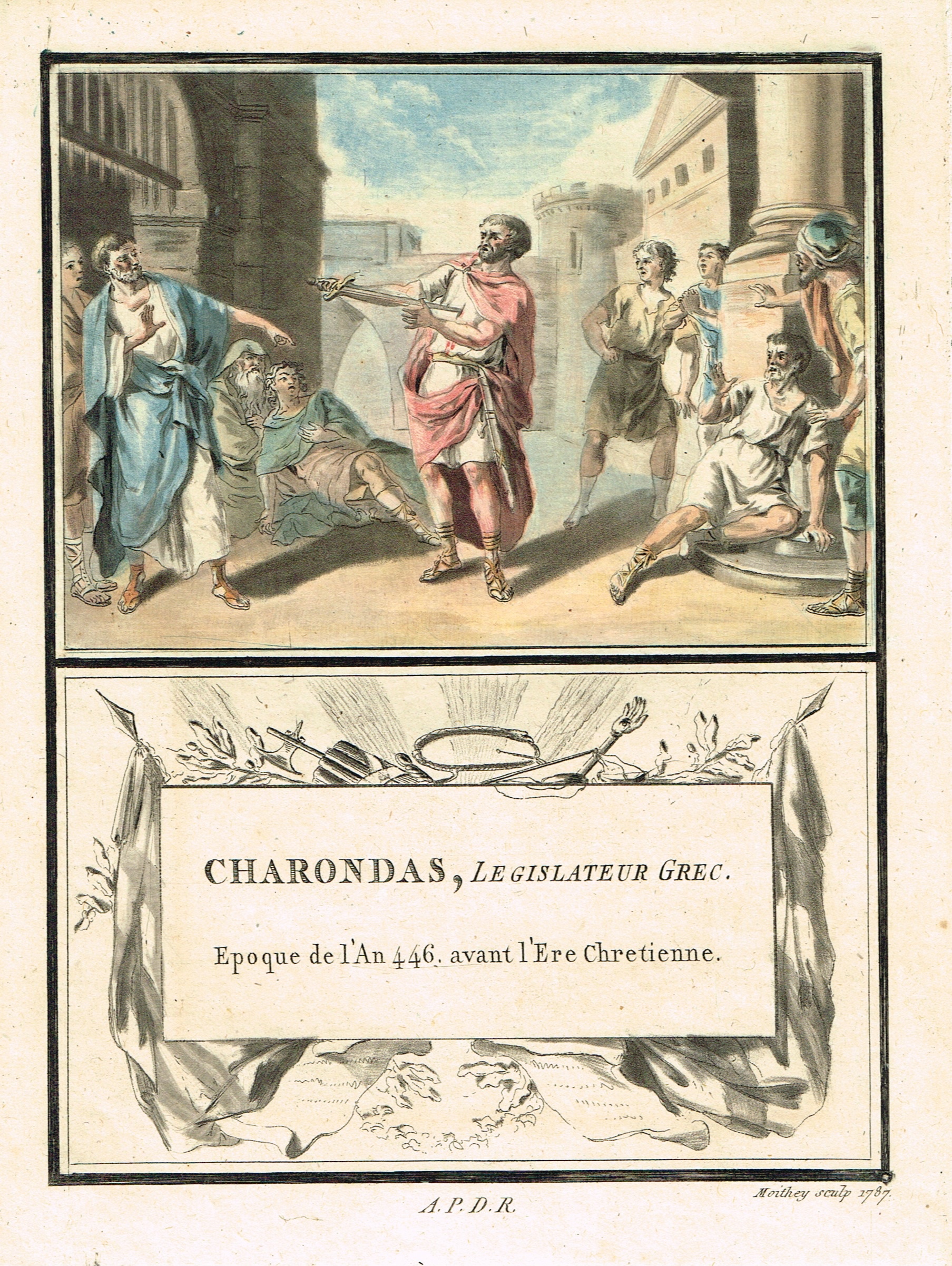
رسم توضيحي فرنسي يرجع إلى عام 1787 يصور انتحار تشارونداس، كما وصفه ديودور سيكولوس

تشارونداس (باليونانية: Χαρώνδας)، كان مشرع شهير لكاتانيا في صقلية. لا توجد معلومات مؤكدة حول فترة حياته. يعرفه البعض بأنه تلميذ فيثاغورس (حوالي 580-504 قبل الميلاد)، ولكن كل ما يمكن قوله هو أنه عاش قبل أناكسيلاس من ريجيوم (494-476 قبل الميلاد)، لأن قوانينه كانت قيد الاستخدام بين الريجيين حتى ألغيت في عهده. قوانينه تم تبنيها من قبل المستعمرات الخالكيذية الأخرى في صقلية وإيطاليا.
وفقًا لأرسطو، لم يكن هناك شيء خاص حول هذه القوانين، إلا أن تشارونداس قدم دعاوى من أجل الحنث باليمين؛ لكنه يشيد بالدقة التي وضع بها القوانين. القصة التي توفي فيها تشارونداس تقول بأنه دخل إلى المجلس العام مرتديًا سيفًا، والذي كان يمثل انتهاكًا للقانون الذي وضعه، وعلى إثر ذلك إنتحر.